# グローブ・ユニティ・オーケストラ
グローブ・ユニティ・オーケストラ（Globe Unity Orchestra）は、フリー・ジャズのアンサンブル。

## 略歴
グローブ・ユニティは、1966年秋にベルリン・ジャズ・フェスティバルにて、アレクサンダー・フォン・シュリッペンバッハによって結成された。ギュンター・ハンペルのカルテットと、マンフレート・ショーフのクインテット、そしてペーター・ブロッツマンのトリオを組み合わせ、11月3日にベルリン・フィルハーモニーでデビューした。メンバーは、片側がハンペル（バスクラリネット、フルート）、ウィレム・ブロイカー（バリトン・サックス、ソプラノ・サックス）、ショーフ（トランペット）、ゲルト・デュデック（テナー・サックス）、アレクサンダー・フォン・シュリッペンバッハ（ピアノ）、ブッシ・ニーベルガル（ベース）、ヤキ・リーベツァイト（ドラム）、もう片側がブロッツマン（サックス）、ペーター・コヴァルト（ベース、チューバ）、スヴェン・オーケ・ヨハンセン（ドラム）。
翌年の間、このコア・グループは他のヨーロッパやアメリカなどのミュージシャンが加わり完成されていった。そのメンバーは、ヨハネス・バウアー（トロンボーン）、アンソニー・ブラクストン（アルト・サックス、クラリネット）、ウィレム・ブロイカー（テナー・サックス）、ルディジャー・カール（アルト・サックス）、ギュンター・クリストマン（トロンボーン）、ギュンター・ハンペル（バスクラリネット）、近藤等則（トランペット）、スティーヴ・レイシー（ソプラノ・サックス）、ポール・ローフェンス（ドラム）、ポール・リットン（ドラム）、アルベルト・マンゲルスドルフ（トロンボーン）、エヴァン・パーカー（ソプラノ・サックス、テナー・サックス）、ミシェル・ピルツ（バスクラリネット、クラリネット、バリトン・サックス）、エルンスト・ルートヴィヒ・ペトロウスキー（アルト・サックス、クラリネット、フルート）、エンリコ・ラヴァ（トランペット）、ポール・ラザフォード（トロンボーン）、ハインツ・ザウアー（ソプラノ・サックス、テナー・サックス）、ボブ・スチュワート（チューバ）、トーマス・スタンコ（トランペット）、ケニー・ホイーラー（トランペット）。
オーケストラは、「AACMビッグバンド以来、最も優れたアウトサイド・ジャズの才能を集めている」と述べられている
。
彼らは1970年代後半、ジャズ・ヤトラのためにインドのニューデリーで演奏した。1978年、ニューデリーのアショカ・ホテルでのことである。
グループとして活発に活動していた時期の最後のコンサートは、1987年にシカゴ・ジャズ・フェスティバルで開催された。
2006年、コンサートとレコーディングを行った40周年記念ラインナップは、サックス奏者のエヴァン・パーカー、エルンスト・ルートヴィヒ・ペトロウスキー、ゲルト・デュデック、ルディ・マハール（バスクラリネット）に、トランペット奏者のケニー・ホイーラー、マンフレート・ショーフ、アクセル・ドーナー、ジャン・ルック・カッソッツォ、そしてトロンボーン奏者のポール・ラザフォード、ジョージ・ルイス、ジェブ・ビショップ、ヨハネス・バウアーに加え、アレクサンダー・フォン・シュリッペンバッハ（ピアノ）、そしてドラマーのポール・ローフェンスとポール・リットンが参加した。

## ディスコグラフィ

### アルバム
- 『グローブ・ユニティ』 - Globe Unity (1966年、Saba/MPS) ※アレクサンダー・フォン・シュリッペンバッハ名義
- Live in Wuppertal (1973年、FMP)
- For Example (1973年、FMP) ※1曲のみ
- Evidence Vol. 1 (1975年、FMP) ※Globe Unity Special名義
- Into the Valley Vol. 2 (1975年、FMP) ※Globe Unity Special名義
- Jahrmarkt/Local Fair (1975年/1976年、Po Torch)
- 『インプロヴィゼーションズ』 - Improvisations (1977年、JAPO)
- Pearls (1977年、FMP)
- 『コンポジションズ』 - Compositions (1979年、JAPO)
- Hamburg '74 (1979年、FMP)
- Intergalactic Blow (1982年、JAPO)
- 『20th アニバーサリー』 - 20th Anniversary (1993年、FMP)
- Globe Unity 67 & 70 (2001年、Atavistic/Unheard Music Series)
- Globe Unity 2002 (2002年、Intakt)
- Globe Unity – 40 Years (2007年、Intakt)
- Globe Unity – 50 Years (2018年、Intakt)

### コンピレーション・アルバム
- 『ランブリング』 - Rumbling (1991年、FMP) ※『Evidence Vol. 1』『Into the Valley Vol. 2』を収録。Globe Unity Special名義

### シングル
- "Der alte Mann bricht ... sein Schweigen" (1974年、FMP)
- "Bavarian Calypso/Good Bye" (1975年、FMP)